# Мамедалиев, Гейдар Нураддин оглы
Гейдар Нураддин оглы Мамедалиев (азерб. Heydər Nürəddin oğlu Məmmədəliyev) — азербайджанский и российский борец, выступающий за Россию в весовой категории до 55 кг. Азербайджанец по-национальности. Чемпион мира 2002 года, серебряный призёр олимпийских игр 2004 года, Заслуженный мастер спорта по греко-римской борьбе, чемпион России.

## Биография
Гейдар Мамедалиев родился 2 апреля 1974 года в городе Кубатлы Азербайджанской ССР. Окончил училище олимпийского резерва города Баку. Первым тренером Гедара был Алияр Алиев, ставший впоследствии Национальным героем Азербайджана. С 1994 года живёт в Екатеринбурге и работает в спортивном центре Верх-Исетский. Тренер — Сергей Новаковский. С 1999 года выступает в сборной команде России. Являлся студентом Уральского государственного педагогического университета. В 2004 г. окончил Уральский государственный технический университет — УПИ (ныне Уральский федеральный университет) по специальности «Физическая культура». Выступает за СК «Уральские борцы».
На данный момент главный тренер клуба «Уральские борцы» в г. Екатеринбург. Личный тренер Азамата Ахмедова (призер Кубка мира 2016) и Алена Мирзояна (призер чемпионатов России, победитель первенства Европы и мира)